# Сухановка (Хасанский район)
В Дальнереченском районе Приморья тоже есть одноимённые село и железнодорожная станция
Суха́новка — железнодорожная станция (населённый пункт) на железнодорожной линии Барановский — Хасан в Хасанском районе Приморского края, входит в состав Зарубинского городского поселения. Основана в 1885 году.

## Географическое положение
Железнодорожная станция находится на берегу реки Гладкая, в 25 км от её впадения в бухту Экспедиции залива Посьета, на расстоянии 37 км (по автодорогам) от посёлка городского типа Славянка, административного центра района, и 201 км (по автодорогам) от города Владивосток, административного центра края.

## Население
| 1900 | 1912 | 1915 | 2002 | 2005 | 2010 |
| ---- | ---- | ---- | ---- | ---- | ---- |
| 204  | ↗249 | ↗266 | ↘93  | ↗109 | ↘76  |

## Улицы
- ул. Вокзальная,
- ул. Заречная,
- ул. Садовая.

## Транспорт
Посёлок связан автомобильной дорогой длиной 2 км с трассой А189 Раздольное — Хасан.